# Ким Сон Хви
Ким Сон Хви (кор. 김송휘; 23 февраля 1987, Пхеньян, КНДР) — северокорейская футболистка, нападающая клуба «Пхеньян» и сборной КНДР.

## Карьера
Выступает в женском чемпионате Северокорейской лиги за столичный клуб «Пхеньян».
В составе сборной КНДР провела 18 игр, забила 5 мячей.
Летом 2012 года попала в состав сборной для участия в Олимпийских играх. 25 июля 2012 в первом матче своей команды на турнире забила 2 гола в ворота соперниц из Колумбии, установив тем самым итоговый счёт встречи (2:0).